# Paradise Lost (film, 2014)
Pour les articles homonymes, voir Paradise Lost.
Pour plus de détails, voir Fiche technique et Distribution.
Paradise Lost (titre original : Escobar: Paradise Lost) est un thriller et biopic franco-hispano-belge écrit et réalisé par Andrea Di Stefano, sorti en 2014.

## Synopsis
En 1991, deux frères canadiens, Nick et Dylan, font du tourisme en Colombie et décident de rester dans le pays pour ouvrir une école de surf. Un jour, Nick rencontre Maria, la nièce du célèbre narco-trafiquant Pablo Escobar, dont il tombe amoureux. Il est présenté à Escobar et à sa famille. Bien accueilli, il obtient un travail dans la villa d'Escobar.
Quelques jours auparavant, un groupe de garçons locaux a demandé aux Canadiens de verser de l'argent pour leur « protection » ou de partir, mais Nick et Dylan n'ont pas cédé à la menace. Nick en parle à Escobar, et peu de temps après les garçons sont pendus à la branche d'un arbre et brûlés vifs.
Découvrant la face sombre du trafic de drogue mené par Escobar, Nick décide de s'enfuir au Canada avec Maria, Dylan, sa femme et leur enfant, alors que dans le pays éclate une guerre menée par l'armée d'Escobar. Peu de temps avant leur départ, le « Patron », Escobar, demande à le voir, et Nick, Maria et son frère sont donc contraints de reporter leur départ. Escobar annonce à ses complices que dans les jours suivants il se rendra aux autorités et que par conséquent son trésor doit être caché. Il demande à Nick de se rendre à la ville d'Ituango où il doit attendre un agriculteur, qui sera son guide pour cacher le trésor, et une fois le trésor caché, Nick doit tuer l'agriculteur pour garder le secret sur l'emplacement du magot.
Néanmoins, c'est le fils de l'agriculteur qui se présente et Nick n'a pas le courage de le tuer. Il échafaude un plan pour sauver sa vie et celle de sa famille. Mais une fois de retour à Ituango, Nick découvre que toute la famille de l'agriculteur a été brutalement assassinée. Dragon, l'un des hommes de main d'Escobar, se trouve dans le village et l'attend pour le tuer. 
Nick reste caché toute la journée, arrive à fuir la ville à bord d'une voiture de police. S'arrêtant dans une station service pour téléphoner, il apprend que son frère, sa femme et leur fille ont été tués par les assassins d'Escobar. Dragon arrive également dans cette station-service, et, après un échange de tirs avec Nick, il est tué par ce dernier. Nick s'enfuit avec la voiture de Dragon et se réfugie dans une église où il rencontre sa femme Maria, qui se rend compte qu'il est gravement blessé, et va demander de l'aide à l'ambassade canadienne qui se trouve en face de l'église, en vain.
La dernière scène est un flashback de la vie de Nick, avant la rencontre avec Pablo Escobar, quand lui et son frère étaient arrivés en Colombie pour ouvrir l'école de surf, et quand, comme dans une aspiration à la liberté, ils regardent la mer sans fin.

## Fiche technique
- Titre original : Escobar: Paradise Lost.
- Titre français : Paradise Lost.
- Titre québécois : Escobar.
- Réalisation et scénario : Andrea Di Stefano.
- Direction artistique et décors : Carlos Conti.
- Costumes : Marylin Fitoussi.
- Montage : Maryline Monthieux.
- Musique : Max Richter.
- Photographie : Luis David Sansans.
- Son : Alessandro Rolla.
- Production : Dimitri Rassam.
- Sociétés de production : Alta Films, Chapter 2, Nexus Factory, Pathé et Roxbury Pictures.
- Sociétés de distribution : Pathé (France).
- Pays d’origine :  France,  Espagne et  Belgique.
- Langue : anglais, espagnol.
- Durée : 120 minutes.
- Genre : thriller, biopic.
- Dates de sortie[2] :
  - Canada : 11 septembre 2014 (Festival international du film de Toronto 2014) ;
  - Espagne: 15 octobre 2014 ;
  - France : 5 novembre 2014.

## Distribution

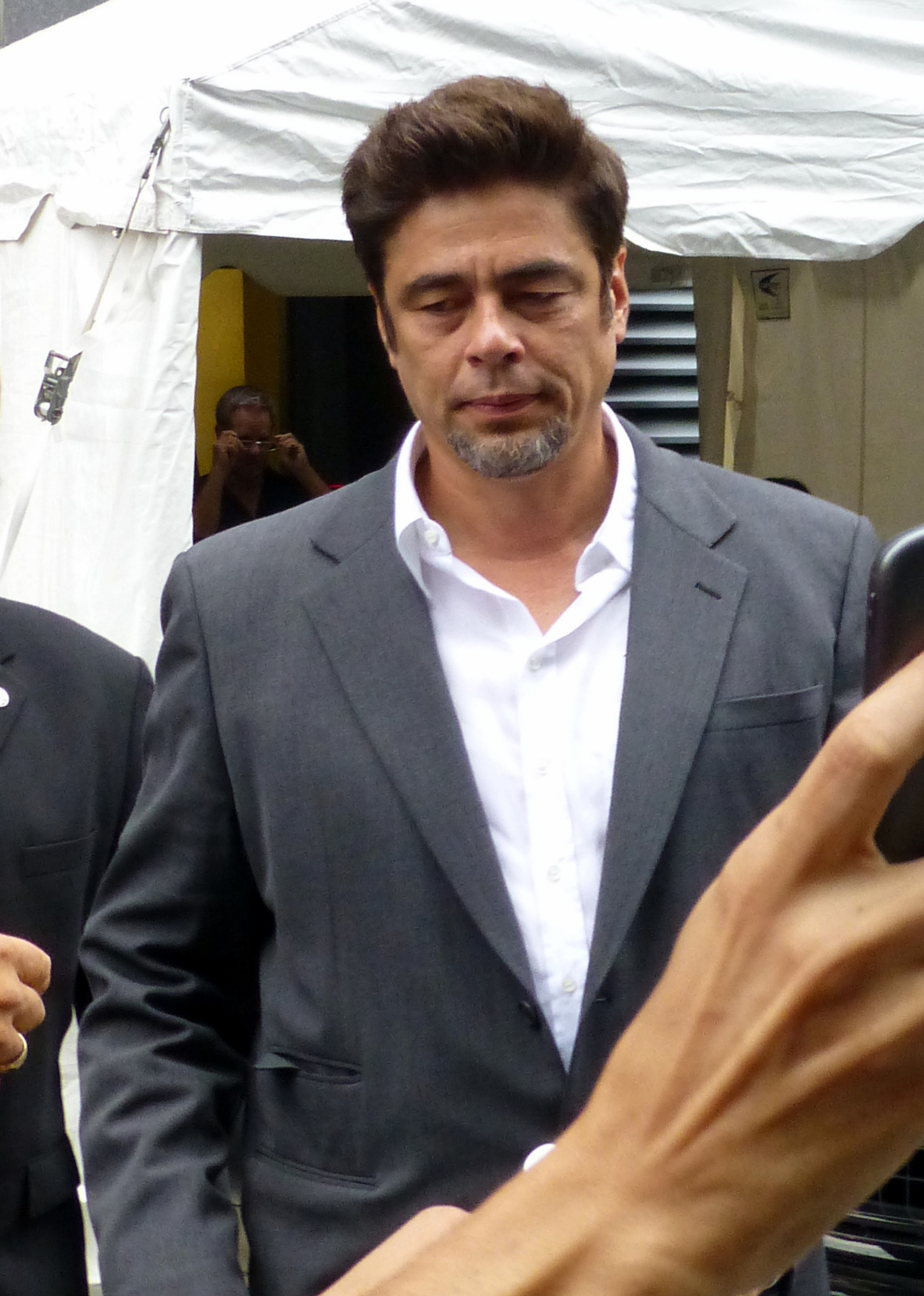
L'acteur principal Benicio del Toro à la première du film au Festival international du film de Toronto 2014.

- Josh Hutcherson (VF : Matthieu Sampeur) : Nick.
- Benicio del Toro (VF : Jean-François Stévenin) : Pablo Escobar.
- Brady Corbet (VF : Florent Dorin) : Dylan.
- Claudia Traisac (VF : Barbara Probst) : Maria.
- Carlos Bardem (VF : Jérémie Covillault) : Drago.
- Ana Girardot (VF : elle-même) : Anne.
- Mick Moreno (VF : Antonin Icovic) : Martin.

Source et légende : Version française (VF) sur le site d’AlterEgo (la société de doublage).

## Tournage du film
Le film a été tourné au Panama,.

## Récompenses et distinctions

### Récompenses
- Festival international du film de Rome 2014 : 
  - Prix TAODUE Caméra d'Or du meilleur film débutant (Migliore opera prima) ;
  - AIC Award de la meilleure photographie pour Luis David Sansans.

### Sélections
- Festival international du film de Saint-Sébastien 2014 : sélection « Pearls ».
- Festival international du film de Toronto 2014 : sélection « Gala Presentations ».